# Geodia flemingii
Geodia flemingii är en svampdjursart som först beskrevs av James Scott Bowerbank 1873.  Geodia flemingii ingår i släktet Geodia och familjen Geodiidae.